# São Tomé de Negrelos
São Tomé de Negrelos é uma vila portuguesa sede da freguesia Negrelos (São Tomé) do Município de Santo Tirso, freguesia com 6,12 km² de área e 3755 habitantes (censo de 2021), tendo, assim, uma densidade populacional de 613,6 hab./km².
A povoação de São Tomé de Negrelos foi elevada à categoria de vila em 1993.
Terra antiquíssima, os primeiros vestígios de ocupação humana remontam à proto-história, presentes no Castro de Santa Margarida, monumento que se encontra classificado como Imóvel de Interesse Público. A povoação de S. Tomé de Negrelos aparece já referida no século XI. Esta povoação chegou a ser vila e couto, tendo pertencido ao concelho de Negrelos, o qual depois de extinto, foi integrado no concelho de Santo Tirso.
Foi vila e sede de concelho, de curta existência durante a primeira metade do século XIX. Em 1849 tinha 8 105 habitantes e 70 km². Era constituído por 12 freguesias: Burgães, Monte Córdova, Rebordões, Refojos de Riba de Ave, Roriz, São Mamede de Negrelos, São Martinho do Campo, São Miguel do Couto, São Salvador do Campo, São Tomé de Negrelos, Vilarinho e Penamaior.

## Demografia
Nota: No censo de 1940 figura como S. Tomé de Negrelos.
A população registada nos censos foi:
| Distribuição da População por Grupos Etários | Distribuição da População por Grupos Etários | Distribuição da População por Grupos Etários | Distribuição da População por Grupos Etários | Distribuição da População por Grupos Etários |
| -------------------------------------------- | -------------------------------------------- | -------------------------------------------- | -------------------------------------------- | -------------------------------------------- |
| Ano                                          | 0-14 Anos                                    | 15-24 Anos                                   | 25-64 Anos                                   | > 65 Anos                                    |
| 2001                                         | 678                                          | 582                                          | 2434                                         | 547                                          |
| 2011                                         | 544                                          | 416                                          | 2293                                         | 779                                          |
| 2021                                         | 356                                          | 405                                          | 1924                                         | 1070                                         |

## Património
São dignos de visita:
- Igreja Paroquial
- Capela do Santíssimo Sacramento, adossada à Igreja Paroquial) com abóbada de nós e uma loggia quinhentista, exemplar único na região.
- Percurso Pedestre dos Moinhos, ao longo do Ribeiro do Fôjo, afluente do Rio Vizela.

É de salientar a presença de várias casas solarengas, como a de Vilela e a do Paço (ambas armoriadas), a de Leiras (Antigo Tribunal da Comarca de S. Tomé de Negrelos), a de Sequeiros, a de Quintão, a da Renda (Visconde de Negrelos e José Luís Andrade) e a de Ginjo (Visconde de Vilarinho de S. Romão). 
Também são de destacar a Casa Sérvolo (estilo brasileiro de torna-viagem), e a Casa "Verde" da Fábrica Rio Vizela, onde viveu um dos seus primeiros sócios-gerentes, Victor Haettich. 
Além de ter locais donde se pode desfrutar de vistas deslumbrantes: Alto de Santa Margarida, Pedrados, Covas e Alto das Pombinhas, não se pode visitar esta freguesia sem percorrer as quintas onde se produz algum do melhor vinho verde da região.

## Vestígios arqueológicos
- Castro de Santa Margarida (Monumento Nacional)
- Igreja de São Tomé de Negrelos (loggia quinhentista e capela manuelina) - Imóvel de Interesse Nacional
- O que resta das primitivas instalações da Fábrica Rio Vizela (Mundialmente conhecida como "Fábrica de Negrelos"), situadas em S. Tomé de Negrelos, onde foi fundada em 1845, na margem esquerda do rio Vizela. Esta fábrica foi a primeira de todo o Vale do Ave e aqui se formaram muitos dos técnicos que viriam a construir um tecido empresarial têxtil de grandes dimensões por todo o vale do Ave.

## Estabelecimentos de ensino
Centro Escolar de S. Tomé de Negrelos:
- Escola Básica de S. Tomé de Negrelos e Escola da Ponte (S. Tomé de Negrelos)

Colectividades:
- Escola de Música de São Tomé de Negrelos (Giestal);
- Casa do Povo Rio Vizela (Ribeira;
- Associação do Carnaval de São Tomé de Negrelos (Mourinha);
- Associação do Infantário de São Tomé de Negrelos (Mourinha);
- Associação Desportiva Cultural e Recreativa Mourinhense (Mourinha);
- Associação Humanitária Negrelense (Ponte);
- Associação Recreativa de Negrelos(Ponte);
- Associação de Pais da Escola de Negrelos (Igreja);
- Clube de Pesca e Competição Casa Matias (Valcorneira);
- Associação Abram Alas (Valcorneira);
- Agrupamento n.º 93 dos Escuteiros (Igreja).